# Raróg
En la mitologia eslava, el Raróg (rus: Рарог) és un dimoni de foc, sovint descrit com un falcó ferotge.
Una caldera volcànica de Io (un satèl·lit de Júpiter) ha estat anomenada Raróg Patera, una erupció massiva que fou enregistrada per l'observatori W. M. Keck (Estats Units) i l'aeronau HISAKI (Japó) el 15 d'agost de 2013.

## Analogies mitològiques
- Bennu, ocell de foc de la mitologia egípcia.
- Zhar-Ptitsa, au de foc de la mitologia russa (Жар-Птица).
- Homa, ocell de foc de la mitologia persa.
- Fènix, au de foc en diverses cultures.
- Simurgh, au llegendària persa.